# Piotr Kotlarski
Piotr Kotlarski (ur. 5 kwietnia 1969 w Kielcach) – polski lekkoatleta, płotkarz.

## Osiągnięcia
Największe sukcesy odnosił w biegu na 400 m przez płotki. Wystąpił w tej konkurencji na mistrzostwach Europy w 1994 w Helsinkach, ale odpadł w półfinale. Na tych samych mistrzostwach zajął 6. miejsce w sztafecie 4 × 400 m (razem z nim biegli Piotr Rysiukiewicz, Robert Maćkowiak i Tomasz Czubak).
Startował na 400 m przez płotki w Pucharze Europy w 1993 w Rzymie (superliga, 6. miejsce), w Pucharze Europy w 1994 w Walencji (I liga, 1. miejsce) i w Pucharze Europy w 1995 w Villeneuve-d’Ascq (superliga, 7. miejsce).
Był dwukrotnym mistrzem Polski w biegu na 400 m przez płotki w 1993 i w 1994, wicemistrzem w 1995 oraz brązowym medalistą w 1990, a także srebrnym medalistą w sztafecie 4 × 400 m w 1995 i brązowym w 1994. Był zawodnikiem Budowlanych Kielce i AZS-AWF Katowice.

## Rekordy życiowe
źródła:
- bieg na 400 metrów – 47,55 s. (27 maja 1995, Białystok)
- bieg na 110 metrów przez płotki – 15,67 s. (6 października 1996, Kielce)
- bieg na 400 metrów przez płotki – 49,75 s. (26 czerwca 1994, Piła) – 7. wynik w historii polskiej lekkoatletyki[4]